# Dasyhelea ornaticornis
Dasyhelea ornaticornis är en tvåvingeart som beskrevs av Jean-Jacques Kieffer 1913. Dasyhelea ornaticornis ingår i släktet Dasyhelea och familjen svidknott. Inga underarter finns listade i Catalogue of Life.